# Catuvolcus
Catuvolcus auch Cativolcus († 53 v. Chr.) war neben Ambiorix Doppelkönig der Eburonen, eines keltischen Volkes zwischen Maas und Rhein zur Zeit des Aufstandes gegen die Römer im Jahre 54 v. Chr. Als Caesar im darauf folgenden Jahr begann, das Land der Eburonen zu verheeren, beging der im fortgeschrittenen Alter stehende Catuvolcus, nachdem er Ambiorix verflucht hatte,  Suizid durch Gift aus dem Saft der Eibe, um den Mühen des Krieges zu entgehen.